# Hôpital aux États-Unis

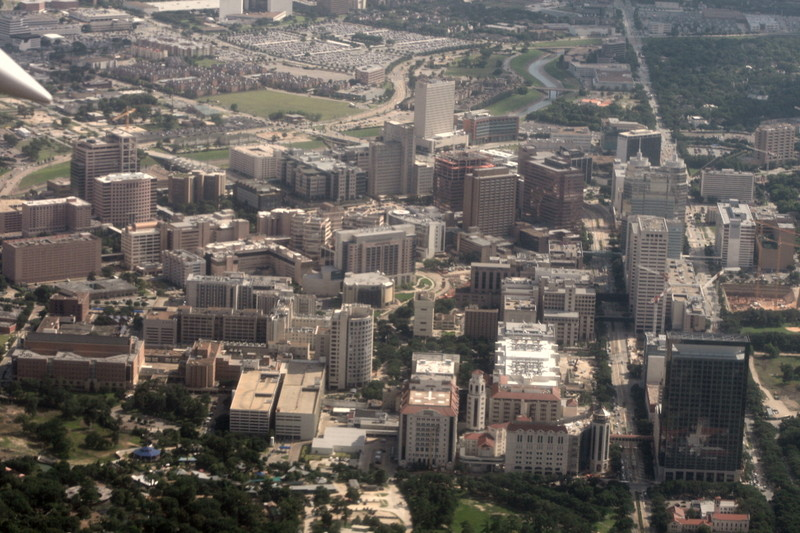
Vue aérienne du Texas Medical Center à Houston considéré comme le plus grand quartier médical du monde en 2007.

Les centres hospitaliers aux États-Unis sont nombreux mais ont un nombre de lits inférieur à la moyenne des pays de l'OCDE. Le système de santé du pays dépend en grande partie des États, et non du gouvernement fédéral. 
Un grand pourcentage des hôpitaux sont gérés par des entreprises privées comme la Hospital Corporation of America, le plus grand groupe hospitalier privé au monde, financés par des associations tels Shriners et appartenant quelquefois à des groupes religieux tels le système médical adventiste.

## Historique
Le plus ancien établissement est le Bellevue Hospital fondé le 31 mars 1736 à New York.
Les forces armées des États-Unis disposent de plusieurs centres de soins sous le contrôle du United States Army Medical Command, le plus connu étant le Walter Reed National Military Medical Center. Le plus grand hôpital militaire américain à l'étranger, dans les années 2000/2010, étant le Landstuhl Regional Medical Center (en) en Allemagne qui est depuis 1997 le seul en Europe.
Les soins de santé aux États-Unis sont très onéreux. Une partie de la population n'ayant pas d'assurance-maladie évite d’aller consulter - le taux passant de 18 à 11 % sous la présidence de Barack Obama de janvier 2009 à janvier 2017. Il est de 12,2 % au troisième trimestre 2017, soit environ 30 millions de personnes. Ce qui a conduit certaines autorités locales et d’États ainsi que des ONG à mettre en place des hôpitaux de campagne gratuits dans les zones défavorisées.
Le professeur Howard Markel, directeur du centre d'histoire de la médecine à l'université du Michigan, souligne que « le système de santé américain est financé, et enrichit beaucoup de monde, en prodiguant des examens et des opérations non urgentes très chères, et en construisant des hôpitaux géants sur la base de ce modèle économique ». Les prix ne font pas l'objet de régulation étatique et dépendent du rapport de force entre hôpitaux et assureurs.
Dans le système américain, beaucoup d’infirmiers ne sont pas salariés et peuvent perdre leur emploi du jour au lendemain, ce qui permet à l'hôpital de réduire ses dépenses de personnel.

## Statistiques
En 2018, les États-Unis disposent de 2,9 lits pour 1 000 habitants, contre 2,5 au Canada, 13,1 au Japon, 6,1 en France et 4,7 en moyenne au sein de l’OCDE.
Le nombre d'hôpitaux passe de 7 156 en 1975 à 5 686 en 2013.
Pour la période 1998-1999, l'American Hospital Association (en) indique les chiffres suivant pour États-Unis contigus alors que la population était alors entre 270 et 272 millions d'habitants pour l'ensemble du pays :
- 5 939 hôpitaux
- 1 000 617 lits
- 85 521 lits de soins intensifs (25 pour 100 000 habitants en 2014, contre 5 pour 100 000 habitants au Royaume-Uni[10])
- 23 233 salles opératoire
- 4 339 452 employés équivalent temps plein
- 97 421 docteurs et dentistes

En 2018, on compte 33 millions d'hospitalisations.

## Informatisation
Les changements en profondeur dans le système de santé entre 1980 et 2000 ont rendu difficile l'introduction de l'informatique dans ce secteur. Une enquête effectuée en 2009 auprès de plus 3 000 hôpitaux des États-Unis fait état que seuls 1,5 % d'entre eux sont informatisés de manière complète et exhaustive. Parallèlement du fait de l'évolution rapide des ordinateurs personnels et de l'Internet, de nombreux praticiens et chercheurs dans le domaine de la santé sont habitués à utiliser l'ordinateur de façon quotidienne. L'utilisation de formulaires administratifs sur papier dans divers établissements de santé est à l'origine de frustration, constitue une barrière à la productivité des hôpitaux. Les dossiers médicaux électroniques sont un sujet d'actualité et, en 2009, le gouvernement des États-Unis a investi 20 milliards de dollars pour informatiser le secteur de la santé. Sous la pression, des établissements de santé sont en train de mettre en place des telles applications,. En 2012, 40 à 44 % des hôpitaux situés aux États-Unis avaient adopté un système plus ou moins élaboré de dossiers médicaux électroniques.

## Les meilleurs hôpitaux des États-Unis

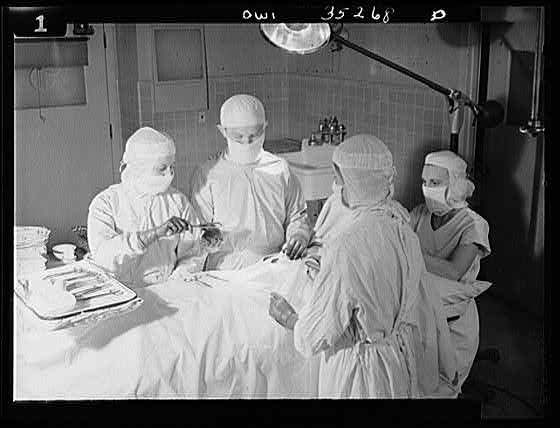
Salle d'opération de l'hôpital Johns-Hopkins en 1943.

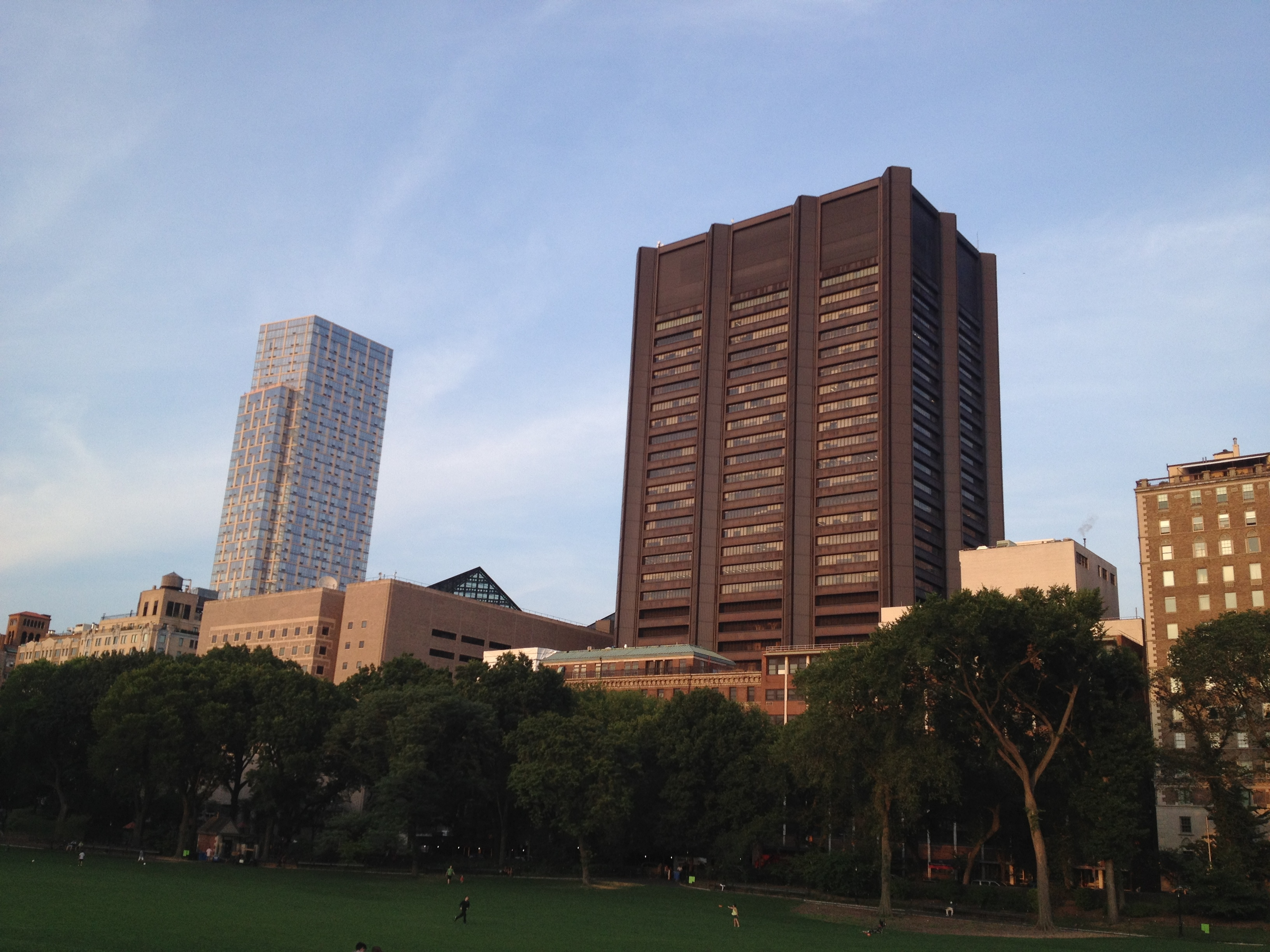
Le Mount Sinai Hospital à New York en 2012.

Le U.S. News & World Report’s Honor Roll de 2021 récompense les hôpitaux suivants:
- 1. Mayo Clinic, Rochester, Minnesota.
- 2. Cleveland Clinic.
- 3. UCLA Medical Center, Los Angeles.
- 4. Johns Hopkins Hospital, Baltimore.
- 5. Massachusetts General Hospital, Boston.
- 6. Cedars-Sinai Medical Center, Los Angeles.
- 7. New York-Presbyterian Hospital-Columbia and Cornell, New York.
- 8. NYU Langone Hospitals, New York.
- 9. UCSF Medical Center, San Francisco.
- 10. Northwestern Memorial Hospital, Chicago.
- 11. University of Michigan Hospitals-Michigan Medicine, Ann Arbor.
- 12. Stanford Health Care-Stanford Hospital, Stanford, California.
- 13. Hospitals of the University of Pennsylvania-Penn Presbyterian, Philadelphia.
- 14. Brigham and Women's Hospital, Boston.
- 15. Mayo Clinic-Phoenix.
- 16. Houston Methodist Hospital (en).
- 17. (égalité) Barnes-Jewish Hospital, St. Louis.
- 17. (égalité) Mount Sinai Hospital, New York.
- 19. Rush University Medical Center, Chicago.
- 20. Vanderbilt University Medical Center (en), Nashville.